# Валхаузен (Тирингија)
Валхаузен (њем. Wahlhausen) општина је у њемачкој савезној држави Тирингија. Једно је од 89 општинских средишта округа Ајхсфелд. Према процјени из 2010. у општини је живјело 341 становника. Посједује регионалну шифру (AGS) 16061102.

## Географски и демографски подаци
Валхаузен се налази у савезној држави Тирингија у округу Ајхсфелд. Општина се налази на надморској висини од 150 метара. Површина општине износи 7,1 km². У самом мјесту је, према процјени из 2010. године, живјело 341 становника. Просјечна густина становништва износи 48 становника/km².